# Cavendishlaboratoriet

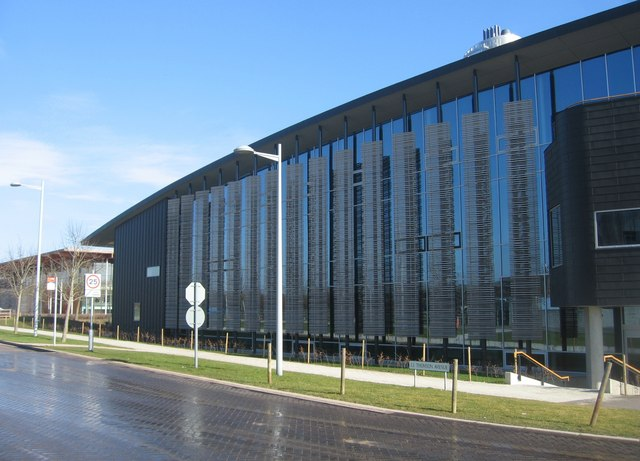
Del av det nuvarande Cavendishlaboratoriet vid J.J. Thomson Avenue.

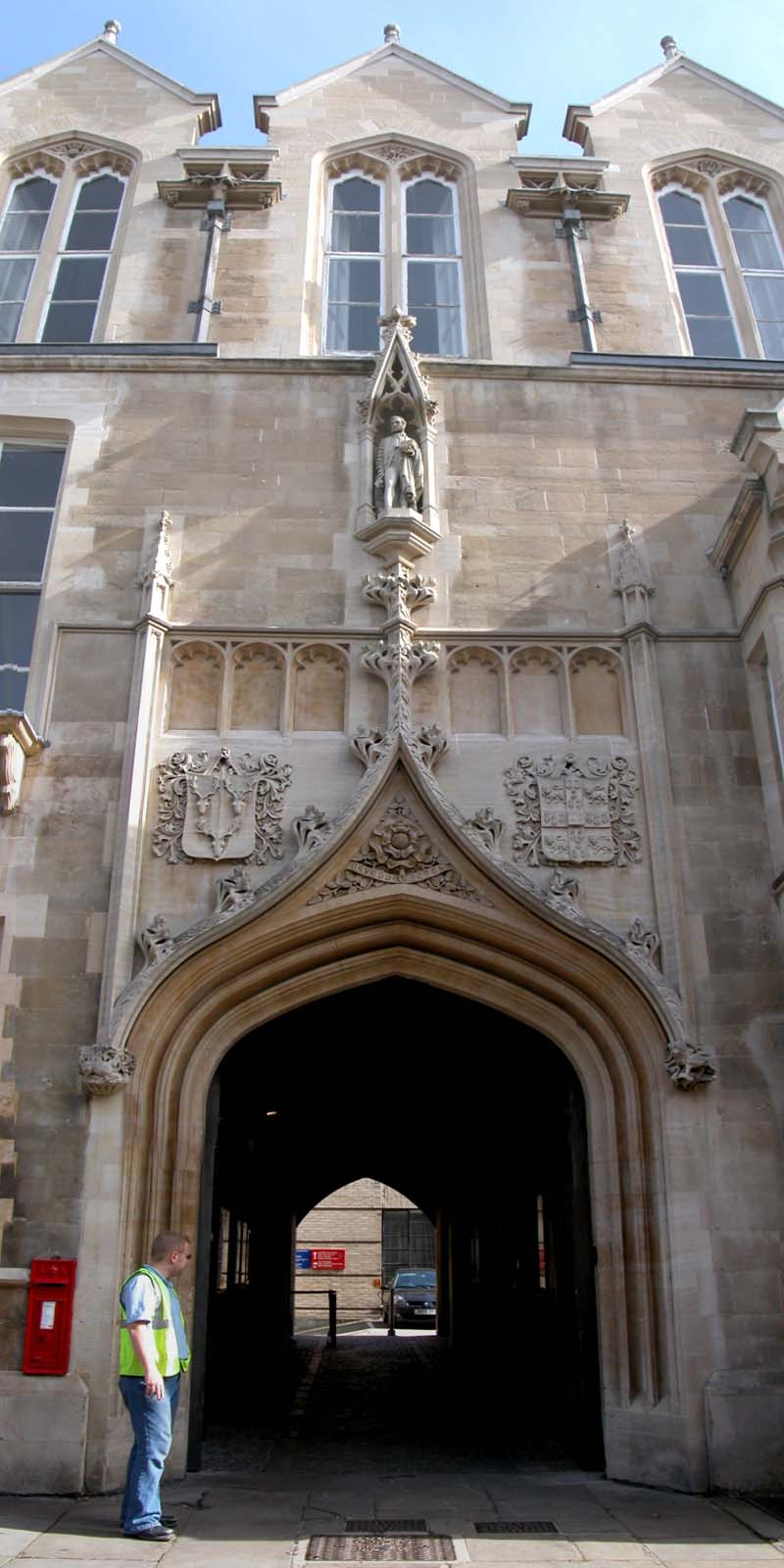
Ingången till det första Cavendishlaboratoriet på Free School Lane.

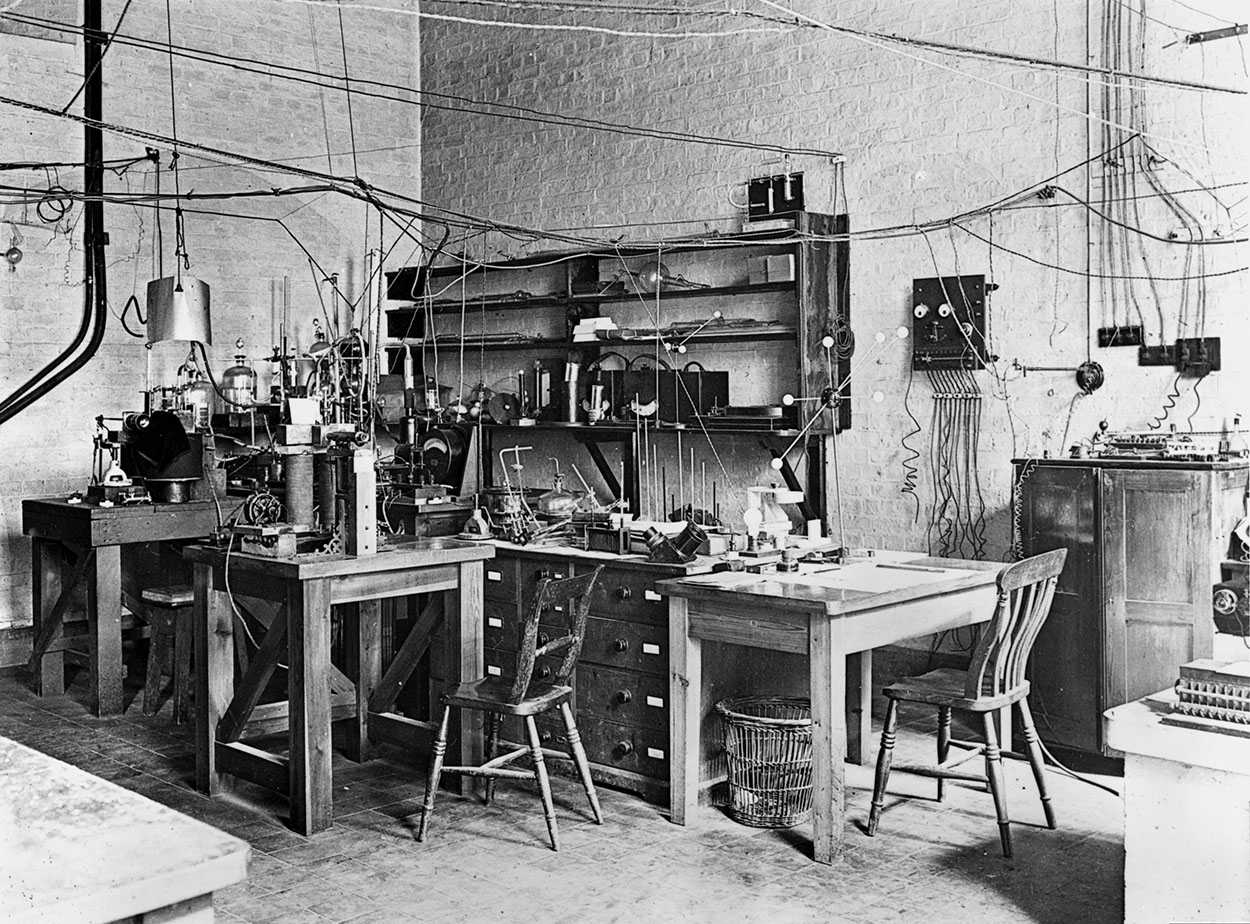
Ernest Rutherfords laboratorium på tidigt 1900-tal.

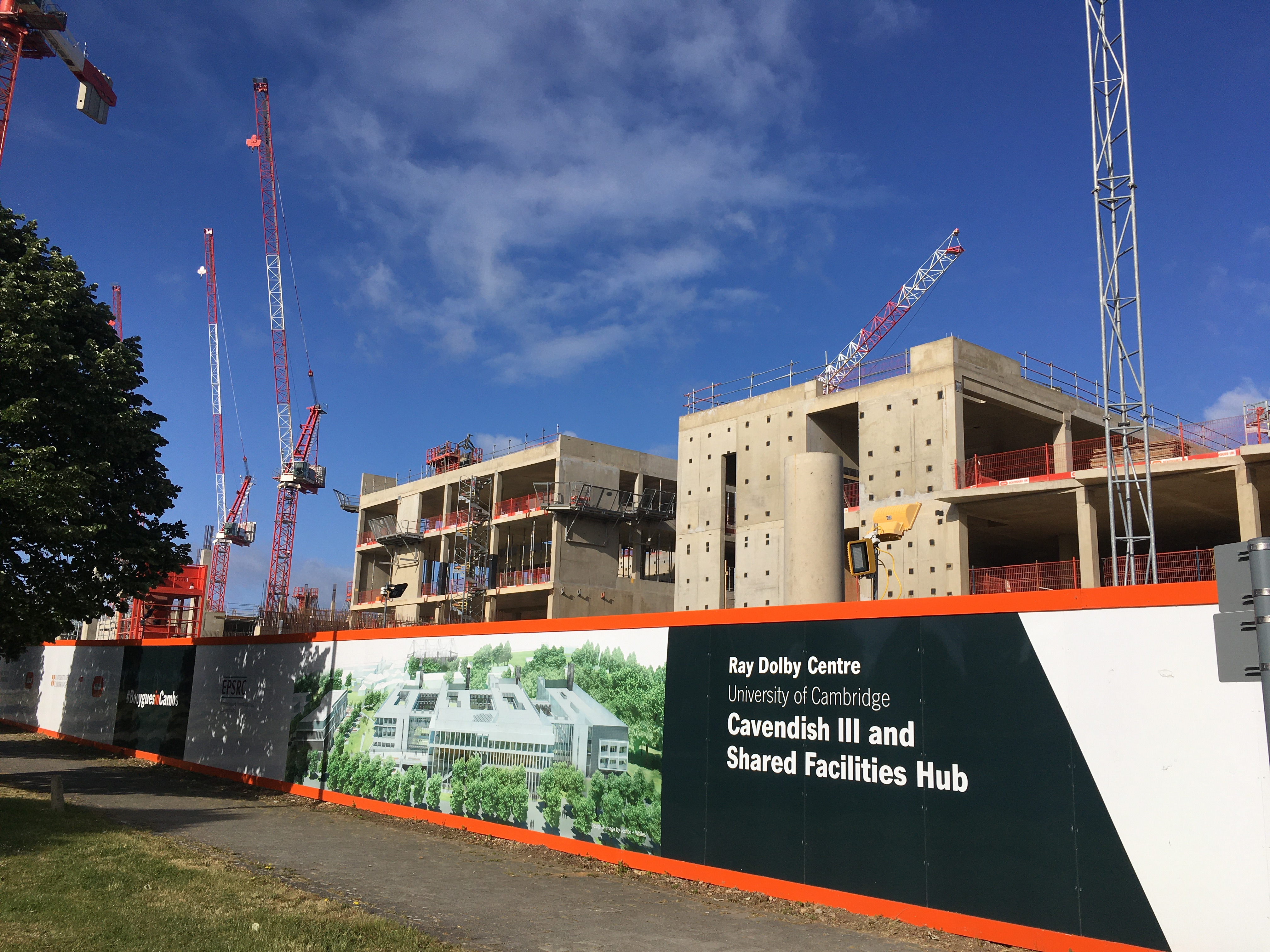
Cavendish III under byggnad i maj 2020.

Cavendishlaboratoriet, på engelska Cavendish Laboratory, är namnet på fysikinstitutionen vid University of Cambridge. Laboratoriet stod klart 1874 och uppkallades efter den brittiske fysikern Henry Cavendish och dennes bror William (som var universitetskansler vid Cambridge och donerade de 6 300 pund som behövdes för laboratoriets byggande). 1974 flyttade laboratoriet till nya byggnader i West Cambridge. 2025 var det dags att flytta till en tredje byggnad, det närliggande Ray Dolby Centre.
Till och med 2019 har Cavendishlaboratoriet producerat 31 nobelpristagare och bland upptäckter gjorda vid laboratoriet som belönats med Nobelpriset märks elektronen, neutronen och strukturen hos DNA.

## Nobelpristagare från Cavendishlaboratoriet
Följande personer verksamma vid laboratoriet har fått nobelpriset:
1. Lord Rayleigh (Fysik, 1904)
2. J.J. Thomson (Fysik, 1906)
3. Ernest Rutherford (Kemi, 1908)
4. Lawrence Bragg (Fysik, 1915)
5. Charles Glover Barkla (Fysik, 1917)
6. Francis Aston (Kemi, 1922)
7. C.T.R. Wilson (Fysik, 1927)
8. Arthur Compton (Fysik, 1927)
9. Owen Willans Richardson (Fysik, 1928)
10. James Chadwick (Fysik, 1935)
11. George Paget Thomson (Fysik, 1937)
12. Edward Victor Appleton (Fysik, 1947)
13. Patrick Blackett (Fysik, 1948)
14. John Cockcroft  (Fysik, 1951)
15. Ernest Walton (Fysik, 1951)
16. Francis Crick (Fysiologi eller medicin, 1962)
17. James Watson (Fysiologi eller medicin, 1962)
18. Max Perutz (Kemi, 1962)
19. John Kendrew (Kemi, 1962)
20. Dorothy Crowfoot Hodgkin (Kemi, 1964)
21. Brian Josephson (Fysik, 1973)
22. Martin Ryle (Fysik, 1974)
23. Antony Hewish (Fysik, 1974)
24. Nevill F. Mott (Fysik, 1977)
25. Philip W. Anderson (Fysik, 1977)
26. Pjotr Kapitsa (Fysik, 1978)
27. Allan Cormack (Fysiologi eller medicin, 1979)
28. Aaron Klug (Kemi, 1982)
29. Norman F. Ramsey (Fysik, 1989)
30. Joachim Frank (Kemi, 2017)
31. Didier Queloz (Fysik, 2019)

## Cavendishprofessorer i fysik
Professorsstolen inrättades 1871 när laboratoriets byggande beställdes. Följande personer har varit professorer vid laboratoriet:
1. James Clerk Maxwell 1871–1879
2. Lord Rayleigh 1879–1884
3. J.J. Thomson 1884–1919
4. Ernest Rutherford 1919–1937
5. Lawrence Bragg 1938–1953
6. Nevill F. Mott 1954–1971
7. Brian Pippard 1971–1984
8. Sam Edwards 1984–1995
9. Richard Friend 1995–2020